# Pierre aux Prêtres
La Pierre aux Prêtres est un menhir situé sur la commune de Tousson dans le département de Seine-et-Marne.

## Historique
L'édifice est classé au titre des monuments historiques en 1913. Il a été classé peu après son extraction et son redressement.

## Description
Le menhir est constitué d'un bloc de grès de 1,80 m de hauteur pour une largeur d'environ 1 m. Il est légèrement incliné. La face nord-est est gravée d'un dessin obtenu par piquetage correspondant aux armoiries de l'abbaye de Chelles : une échelle à trois barreaux surmontée d'un crochet et accolée d'un anneau. D'autres pierres dans les environs comportent ce motif qui aurait été apposé en 1755 sur ordre de l'abbesse Anne de Clermont Gessan. Dès le Moyen Âge, la pierre a servi de borne. Elle est déjà mentionnée dans un texte de 1554 et figure sur un plan d'intendance de 1780 et sur les plans cadastraux depuis lors.